# فریدا جیانینی
فریدا جیانینی (انگلیسی: Frida Giannini؛ زادهٔ ۱۹۷۲) طراح مد اهل ایتالیا است.